# Stetind
Stetind (också kallat Stetinden, lulesamiska: Státtájåhkkå, Stádda) är ett 1 392 m högt berg i Narviks kommun i Nordland fylke i norra Norge. Det ligger cirka 15 kilometer nordöst om tätorten Kjøpsvik. Berget är obeliskformat med släta granitväggar hela vägen ner till Tysfjorden. Bergstoppen har en karakteristisk form och blev i en radioomröstning utförd av NRK 2002 korat till Norges nationalfjäll.

## Etymologi
Bergets form har liknats vid ett ste (städ) som tillsammans med tind (spetsig fjälltopp) bildar bergets namn.

## Historia

### Navigationsmål och konstmotiv
Stetinds säregna form utnyttjades tidigt som ett navigationsmärke för sjöfarare längs med Nordlandskusten. Peder Balke målade 1864 Stetind i tåke, som är en av hans mest kända.

### Bestigningar
Flera försök gjordes att bestiga Stetind. Bland kända försök kan nämnas tysken Paul Güssfeldt och norrmannen Martin Ekrolls försök under sommaren 1888 samt dansken Carl Hall och den norska fjällguiden Mathias Soggemoens försök 1889. Ingen av dessa lyckades dock nå toppen, men Hall lyckades bygga ett stenröse på förtoppen ungefär 500 meter sydöst om huvudtoppen som därmed fick namnet Halls förtopp. Engelsmannen William Cecil Slingsby misslyckades också med ett försök 1904 och beskrev Stetind som det fulaste berg han någonsin såg.
Den första bestigningen gjordes 30 juli 1910 av de norska bergsbestigarna Ferdinand Schjelderup, Carl Wilhelm Rubenson och Alf Bonnevie Bryn som tog sig vidare från Halls förtopp hela vägen upp till toppen.
Under 1936−1937 klättrade Arne Næss upp flera nya rutter, bland annat sydpilaren tillsammans med Else Hertzberg med bulttekniker som Næss lärt sig under besök i de österrikiska alperna.
Den första vinterbestigningen gjordes 1963 av Arne Næss, Ralph Høibakk och K. Friis Baasted. 

### Vägtunnel
En 2 730 m lång vägtunnel genom berget, Stetindstunneln, öppnade i augusti 1992. Den är en del av riksväg 827 och går mellan Storelva och Stefjordsbotn i Stefjorden.

### Norges nationalfjäll
I en SMS-omröstning i NRK-radioprogrammet Reiseradioen 2002 utsågs Stetind till Norges nationalfjäll efter att ha fått 43 % av rösterna, strax framför Snøhetta med 38 %. Dåvarande Tysfjords kommun köpte kontantkort för 19 000 norska kronor och delade ut dem till kommunens ungdom med besked att de skulle hjälpa till att rösta fram fjället. Man upplevde en viss ökad turism de närmaste åren, men 2013 menade kommunen att fjället inte blivit den turistmagnet man hoppats på.

## Bilder

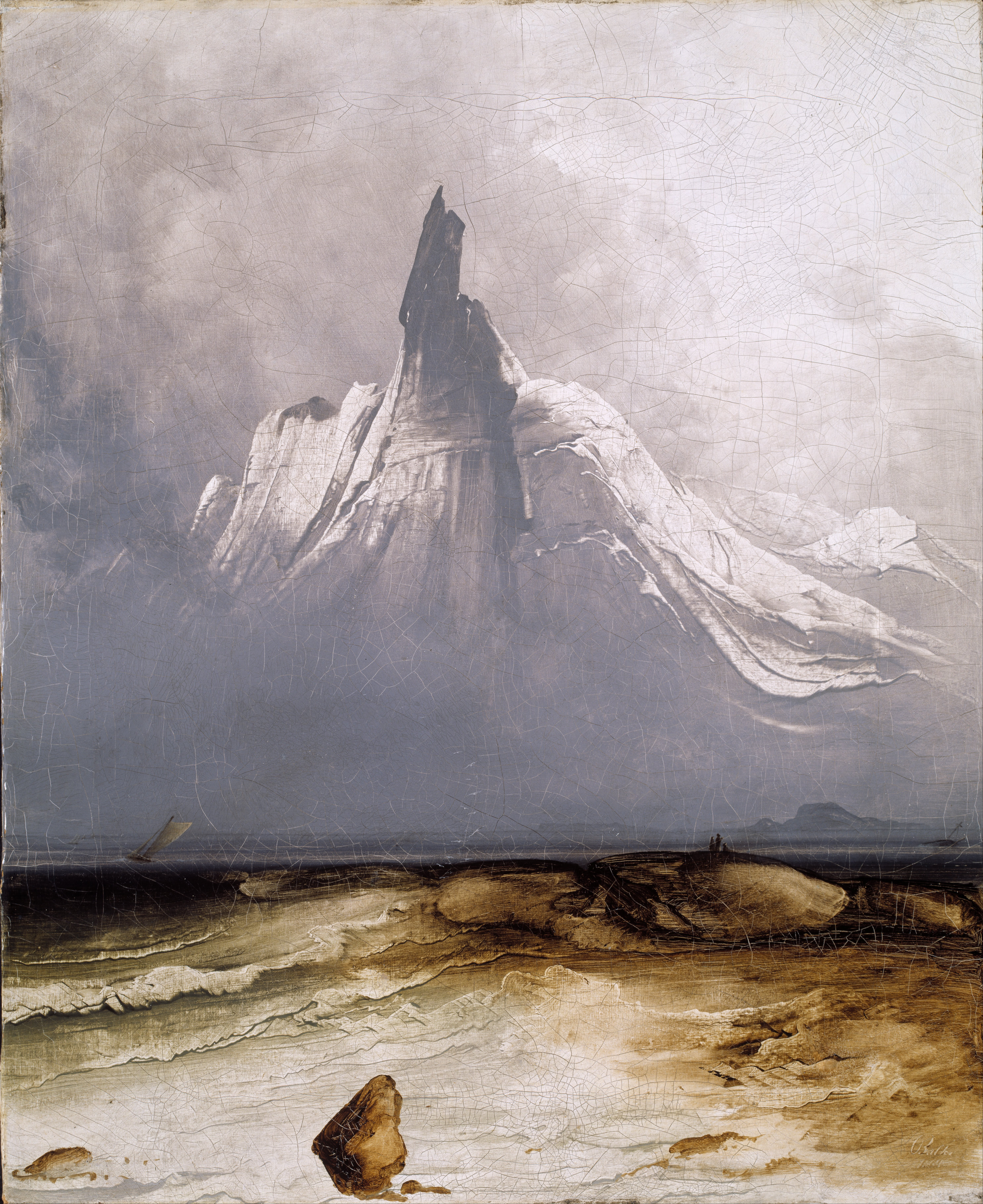
Stetind i tåke, av Peder Balke 1864.
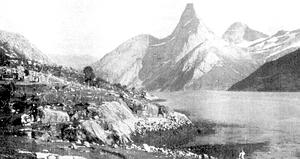
Stetind sett från Stefjordneset. Bild av William Cecil Slingsby 1915.
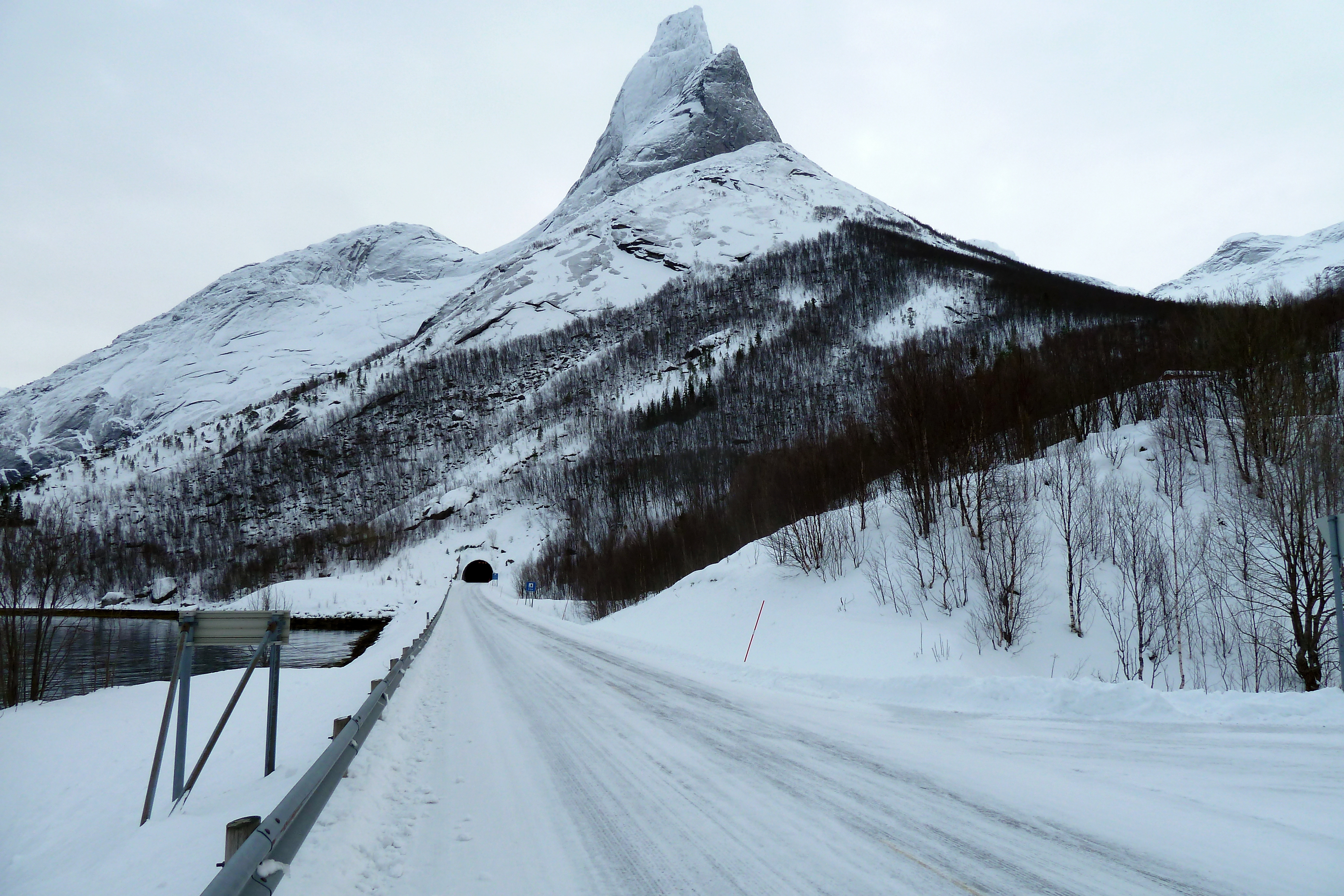
Stetindstunneln i februari 2013.
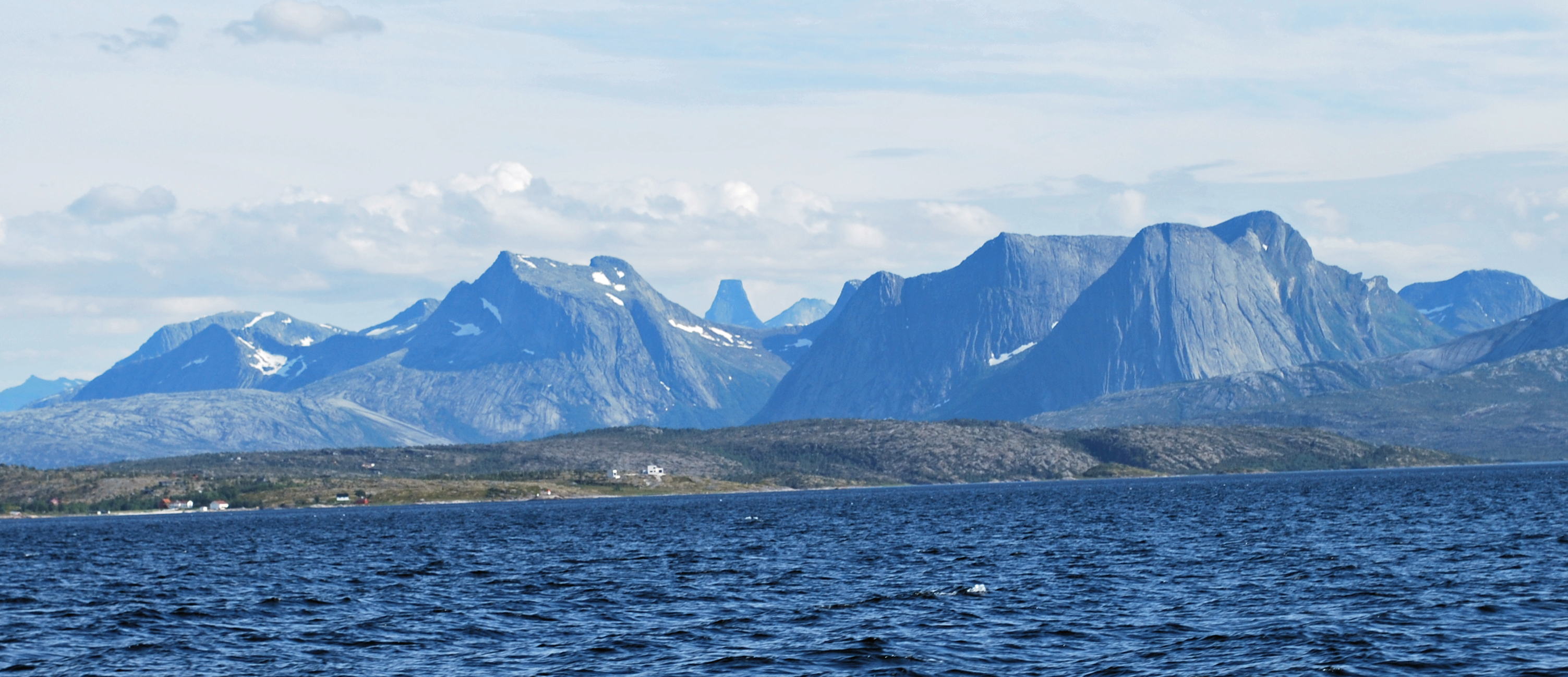
Stetind sett från Ofotfjorden 2011.